# Несмертный Джо
Несмертный Джо (настоящее имя — Джон Мур)(англ. Immortan Joe) — персонаж медиафраншизы «Безумный Макс», лидер банды байкеров и тиран из Цитадели. Впервые появляется в фильме «Безумный Макс: Дорога ярости» (2015), где его играет Хью Кияс-Бёрн. В фильме «Фуриоса: Хроники Безумного Макса» (2024) его сыграл Лейчи Хьюм.

## Роль в сюжете
В фильме «Безумный Макс: Дорога ярости» Несмертный Джо — лидер банды байкеров, захвативший неограниченную власть в постапокалиптической Австралии. Он правит как тиран, имеет свой гарем и контролирует запасы питьевой воды. В течение всей картины Джо гонится за Фуриосой — однорукой воительницей, сбежавшей вместе с его жёнами. В конце концов Фуриоса его убивает. Джо выглядит как тяжело больной старик, он носит прозрачные пластиковые доспехи поверх сочащихся язв, а на лице носит маску с улыбкой скелета, которая должна скрывать дыхательный аппарат.
Несмертный Джо снова появляется в фильме 2024 года «Фуриоса: Хроники Безумного Макса», действие которого происходит раньше. В этой картине он заключает союз с лидером ещё одной банды, Дементусом, а позже побеждает его в войне. Несмертный Джо стал героем серии комиксов Mad Max: Fury Road (Vertigo, май — август 2015), изданных в связи с выходом одноимённого фильма, он появляется в видеоигре Mad Max.
Рецензент ABC News описал Несмертного Джо как «настоящего плохого парня, который совсем не похож ни на одного злодея, когда-либо появлявшегося на экранах». Джоанна Робинсон из Vanity Fair охарактеризовала Джо как «кошмарное» и «довольно классическое творение Миллера с фетишем черепа, которому позавидовал бы даже подросток-гот». Спенсер Корнхабер из The Atlantic предположил, что этот персонаж может войти в число «величайших злодеев кино».